# Sinitta
Sinitta Malone (* 19. října 1963 Seattle, Spojené státy americké), známá především jako Sinitta, je britská zpěvačka s americkými kořeny. Proslavila se singlem „So Macho“ z 80. let 20. století a její kariéra pokračovala v dalších dvou desetiletích, kdy vydala několik dalších hitů. V roce 2000 se objevila v pořadech britské televize IVT Loose Women či The Xtra Factor.

## Dětství
Sinitta se narodila v Seattlu, Washington. Její matka, Miquel Brownová, byla populární kanadskou disko-soulovou zpěvačkou a její otec byl Anthony (nevíme, kdo to byl). Často cestovala se svou matkou po hudebních turné, nakonec se usadili ve Velké Británii. V 9 letech navštěvovala baletní školu Tunbridge Wells a už v 12 letech si zahrála roli v muzikálu The Wiz (1974).

## Kariéra

### Počátky
V roce 1981 se Sinitta objevila ve filmu Léčba šokem (rež. Jim Sharman) v roli Frankieho. Poté působila v divadle West End v Londýně, kde si zahrála v představení Cats od Andrewa Lloyda Webbera.

### Vrcholná kariéra
V roce 1986 Sinitta vydala singl „So Macho“, který ze začátku nebyl moc úspěšný, avšak postupem času nabral na popularitě a obsadil 2. místo v žebříčku singlů ve Spojeném království. V Top 20 se držel po dalších 6 týdnů. Mimo jiné se tento hit dostal i do hitparád ve Švédku, Austrálii nebo Rakousku. Tato skladba se stala vrcholem Sinittini kariéry. Mezi další hity patřily i singly „Right Back Where We Start From“ (1975) a „Shame Shame Shame“ (1992). Úspěšnými se stala taktéž alba Sinitta! (1987), Wicked (1989) či Naughty Naughty (1995).

### Televizní kariéra
Mezi lety 2004–2014 několikrát Sinitta spolu s Simonem Cowellem, následně s Luisem Walshem uváděla britský X Factor. V roce 2009 se stala jednou z hlavních moderátorek pořadu The Xra Factor, kde dělala rozhovory s přáteli a rodinou soutěžících ve X Factoru, následně se stala roku 2014 jeho producentkou. Také účinkovala v soutěži Celebrity Masterchef 2016, kde vypadla v prvním týdnu.